# Иосиф I Абси
Иосиф I Абси (в миру — Юсуф Абси араб. يوسف عبسي‎, лат. Iosephus Absi; 20 июня 1946, Дамаск, Сирия) — сирийский мелькитский греко-католический епископ, мелькитский паулист. Генеральный настоятель Общества миссионеров святого Павла с 13 июля 1999 по 22 июня 2001. Титулярный архиепископ Тарсуса греко-мелькитского с 22 июня 2001 по 21 июня 2001. Патриарший викарий Дамаска греко-мелькитский с 13 октября 2006 по 21 июня 2017. Патриарх Мелькитской греко-католической церкви с 21 июня 2017.
Официальный титул — Его Блаженство — Патриарх Антиохии, Александрии и Иерусалима.